# Иван Загорски
Иван Йосифов Загорски е български музикант.

## Биография
Роден е през 1895 г. в София. През 1922 г. завършва право в Софийския университет и ударни инструменти в Държавната музикална академия. След това специализира във Виена и Дрезден. След завръщането си в България е оркестрант-валдхорнист, солист-тимпанист и помощник концертмайстор в Софийската държавна филхармония, в Българската оперна дружба, в Народната опера, в Академичния симфоничен оркестър и др. Умира през 1961 г. в София.
Личният му архив се съхранява във фонд 1124К в Централен държавен архив. Той се състои от 17 архивни единици от периода 1910 – 1960 г.